# 2002年冬季残疾人奥林匹克运动会瑞典代表团
2002年冬季残疾人奥林匹克运动会瑞典代表团是瑞典派出的2002年冬季残疾人奥林匹克运动会代表团。获得6枚银牌和3枚铜牌。